# Requeixo, Nossa Senhora de Fátima e Nariz
Requeixo, Nossa Senhora de Fátima e Nariz est une paroisse civile portugaise (en portugais : freguesia) de la municipalité d'Aveiro et du district du même nom. Elle est créée en 2013, par fusion des paroisses de Requeixo, Nossa Senhora de Fátima et Nariz.

## Géographie
Requeixo, Nossa Senhora de Fátima e Narize est située au sud de la municipalité d'Aveiro.

## Histoire
La paroisse est créée par la loi no 11-A/2013 du 28 janvier 2013 portant réorganisation administrative du territoire des freguesias, en fusionnant les paroisses de Requeixo, Nossa Senhora de Fátima et Nariz. Son siège est fixé à Nossa Senhora de Fátima.

## Démographie
Lors du recensement de 2021, Requeixo, Nossa Senhora de Fátima e Nariz compte 4 383 habitants.